# کنجی میزوهاشی
کنجی میزوهاشی (انگلیسی: Kenji Mizuhashi؛ زادهٔ ۱۳ ژانویهٔ ۱۹۷۵) یک هنرپیشه اهل ژاپن است.
از فیلم‌ها یا برنامه‌های تلویزیونی که وی در آن نقش داشته است می‌توان به ۵ سانتی‌متر در ثانیه اشاره کرد.